# Madhuca aspera
Madhuca aspera är en tvåhjärtbladig växtart som beskrevs av Herman Johannes Lam. Madhuca aspera ingår i släktet Madhuca och familjen Sapotaceae.
Artens utbredningsområde är Sumatera. Inga underarter finns listade i Catalogue of Life.